# Toxicovigilantie
Toxicovigilantie is het proces van het identificeren en evalueren van nieuwe en bestaande risico's op vergiftiging (intoxicatie) die bestaan binnen een bepaalde gemeenschap, en het voorstellen en evalueren van maatregelen om deze risico's te beperken, te voorkomen of te beheersen. Het behoort tot het brede domein van de toxicologie. In veel landen bestaan hiertoe bijvoorbeeld registratiesystemen waar gezondheidszorgbeoefenaars gevallen van vergiftiging kunnen of moeten melden, of worden oproepen naar vergiftigingencentra geregistreerd en onderzocht. Er wordt dan nagegaan of er bepaalde omstandigheden of gevaarlijke stoffen zijn die regelmatig tot vergiftiging leiden, en of er bij bepaalde bevolkingsgroepen een hogere incidentie is van vergiftigingen. Het uitoefenen van toxicovigilantie kan zo de oorzaken van bepaalde opkomende toxicologische problemen aan het licht brengen, bijvoorbeeld een verandering in de samenstelling van een chemisch product, de verspreiding van een nieuwe drug of een verontreiniging van het milieu. Eenmaal een oorzaak geïdentificeerd is, kunnen de bevoegde autoriteiten op de hoogte worden gebracht opdat preventieve, repressieve of regelgevende maatregelen kunnen genomen worden.
Toxicovigilantie is een vorm van sanitaire waakzaamheid (het bewaken van de volksgezondheid). Er bestaat overlap tussen toxicovigilantie en bepaalde andere vormen van sanitaire waakzaamheid, zoals farmacovigilantie (geneesmiddelenbewaking), nutrivigilantie (voedingsmiddelenbewaking) of medische milieukunde.

## België
In België is het uitoefenen van toxicovigilantie een opdracht van het Antigifcentrum. Dat ontvangt dag en nacht dringende oproepen voor medisch advies bij vergiftigingen en is op deze manier zeer goed geplaatst om trends in gevallen van vergiftiging in België op te sporen en te signaleren. Een belangrijke soort vergiftigingen die het Antigifcentrum registreert zijn de koolstofmonoxidevergiftigingen.

## Nederland
In Nederland is het Nationaal Vergiftigingen Informatie Centrum verantwoordelijk voor het signaleren van zowel acute als langetermijntrends in vergiftigingen.